# Karin Lissel
Karin Lissel, född 25 mars 1987 i Borlänge, är en svensk före detta fotbollsspelare (försvarare).

## Karriär
Lissel spelade åren 2004–2007 för Ornäs BK i Norrettan. Hon värvades inför säsongen 2008 till Hammarby IF, där hon spelade i två säsonger innan hon 2010 gick vidare till storsatsande Tyresö FF. Hon var med och vann SM-guld med klubben 2012, men lämnade det skuldtyngda och konkursmässiga Tyresö efter säsongen 2013.
Lissel spelade 3 A-landskamper (0 mål) för Sverige, och var med i Sveriges trupp i EM 2009, där hon emellertid inte fick någon speltid.